# Pitts Model 12
Pitts Model 12 je visokosposobno dvokrilno propelersko akrobatsko letalo, ki ga je zasnoval Curtis Pitts. Letalo je znano tudi pod vzdevki "Bolšoj", "Macho Stinker" in "Pitts Monster". Letalo se lahko sestavi doma ali pa se kupi tovarniško zgrajenega. 
Letalo je zgrajeno iz jeklenih cevi, lesa in tkanine. Ima fiksno pristajalno podvozje z repnim kolesom.

## Specifikacije (Pitts Model 12)
Podatki iz Pitts model 12.com
Splošne značilnosti
- Število sedežev: 2
- Dolžina: 20 ft 6 in (6,25 m)
- Razpon kril: 23 ft (7,0 m)
- Teža praznega letala: 1.550 lb (703 kg)
- Bruto teža: 2.250 lb (1.021 kg)
- Kapaciteta goriva: 54 galon
- Pogon letala: 1 × Vedenejev M14P/PF , 360 hp (270 kW)
- Propelerji: št. lopatic: 3 MT Propeller

Zmogljivost
- Potovalna hitrost: 148 kn; 274 km/h (170 mph)
- Hitrost pri porušitvi vzgona: 56 kn; 103 km/h (64 mph)
- Hitrost vzpenjanja: 2.900 ft/min (15 m/s)